# (17278) Viggh
(17278) Viggh est un astéroïde de la ceinture principale.

## Description
(17278) Viggh est un astéroïde de la ceinture principale. Il fut découvert le 6 juin 2000 à la station Anderson Mesa par le programme LONEOS. Il présente une orbite caractérisée par un demi-grand axe de 2,44 UA, une excentricité de 0,08 et une inclinaison de 6,0° par rapport à l'écliptique.

## Compléments